# Brunello di Montalcino
Brunello di Montalcino je rdeče italijansko vino DOCG, pridelano v vinogradih, ki obkrožajo mesto Montalcino v pokrajini Siena, približno 80 km južno od Firenc v vinski regiji Toskani. Brunello, pomanjševalnica Bruno ('rjava'), je lokalno poimenovano za posamezno sorto grozdja, gojeno v Montalcinu. Leta 1879 je amfelografska komisija pokrajine Siena po nekaj letih nadzorovanih poskusov ugotovila, da sta Sangiovese in Brunello enaka sorta grozdja in da mora biti njeno prvo ime. V Montalcinu se je ime Brunello razvilo v oznako vina, pridelanega s 100 % Sangiovese.
Leta 1980 je Brunello di Montalcino med štirimi vini prejel prvo oznako Denominazione di Origine Controllata e Garantita (DOCG). Danes je eno izmed najbolj znanih in najdražjih vin v Italiji.

## Zgodovina
Eden prvih zapisov o Brunellu je bilo rdeče vino, ki je bilo narejeno na območju Montalcino v začetku 14. stoletja. Leta 1831 je markiz Cosimo Ridolfi (ki ga je Veliki vojvoda Leopold II. pozneje imenoval za toskanskega premierja) pohvalil zasluge rdečih vin Montalcino nad vsemi ostalimi v Toskani. Leta 1865 je na kmetijskem sejmu v Montalcinu ugotovil, da je bilo nagrajeno vino prireditve »izbrano rdeče vino«, znano kot Brunello. Sredi 19. stoletja je lokalni kmet po imenu Clemente Santi izoliral nekatere zasaditve trte sangiovese, da bi pridelal 100 % sortno vino, ki bi ga lahko dolgo starali. Leta 1888 je njegov vnuk Ferruccio Biondi-Santi - vojak veteran, ki se je med Risorgimentom boril pod vodstvom Giuseppeja Garibaldija - izdal prvo 'moderno različico' Brunella di Montalcino, ki je bil več kot desetletje star v velikih lesenih sodih.
Do konca druge svetovne vojne si je Brunello di Montalcino ustvaril sloves enega najredkejših italijanskih vin. Edini komercialni proizvajalec, zabeležen v vladnih dokumentih, je bilo podjetje Biondi-Santi, ki je do takrat razglasilo le štiri letnike - 1888, 1891, 1925 in 1945. Visoka cena in prestiž teh vin sta kmalu spodbudila druge proizvajalce, da posnemajo Biond.-Santijev uspeh. Do 1960-ih je Brunello izdelovalo 11 proizvajalcev, leta 1968 pa je regija dobila status Denominazione di Origine Controllata (DOC). Do leta 1970 se je število proizvajalcev več kot podvojilo na 25, do leta 1980 pa 53 proizvajalcev. Leta 1980 je bila regija Montalcino prva italijanska vinska regija, ki ji je bila dodeljena oznaka Denominazione di Origine Controllata e Garantita (DOCG). Na prelomu v 21. stoletje je bilo skoraj 200 proizvajalcev Brunello di Montalcino, večinoma majhnih kmetov in družinskih posesti, ki so letno izdelali skoraj 330.000 zabojev.
Leta 2008 so italijanske oblasti zaplenile štiri proizvajalce Brunello iz leta 2003 zaradi obtožb, da so proizvajalci goljufali tako, da so v vino, ki so ga nato z goljufijo označili kot Brunello di Montalcino, ki je po zakonu lahko vsebovalo samo grozdje sangiovese, vključili tuje sorte, kot sta cabernet sauvignon in merlot. Laboratorijski testi so kasneje potrdili, da so bila zasežena vina v resnici Brunello, razen majhnega dela, ki je ostal nedoločen.

## Podnebje in geografija
Montalcino ima eno najtoplejših in najbolj suhih podnebnih razmer v Toskani, saj grozdje na tem območju dozori teden dni prej kot v bližnjem Montepulcianu. To je najbolj sušen toskanski DOCG, ki letno prejme približno 700 mm padavin, za razliko od regije Chianti, ki prejme povprečno 900 mm. Tako kot na celotni severni polobli tudi severna pobočja prejmejo manj ur sončne svetlobe in so na splošno hladnejša od južnih pobočij. Tako vinogradi, zasajeni na pobočjih, obrnjenih proti severu, dozorijo počasneje in po navadi pridelajo vina bolj izrazitega okusa in bolj aromatična. Vinogradi na južnih in zahodnih pobočjih so bolj izpostavljeni sončni svetlobi in več morskim vetrovom, kar daje vinu z večjo močjo in kompleksnost. Vrhunski pridelovalci na tem območju imajo vinograde na obeh pobočjih in uporabljajo kombinacijo obeh stilov.
Mesto Montalcino je majhna srednjeveška vasica, ki je na približno 564 metrov nadmorske višine v pokrajini Siena. Vinsko okrožje je osredotočeno na severovzhodu vasi na gosto gozdnatem in hribovitem terenu. Monte Amiata, najvišji vrh v južni Toskani, nudi zaščitni vpliv z jugovzhoda in umirja podnebje in padavine v regiji. V primerjavi s skoraj 17.000 ha zasajenih zemljišč v Chiantiju je Montalcino razmeroma majhna vinska regija z zasajenimi okoli 1.200 ha. Vinogradi v Montalcinu so zasajeni na raznolikih tleh - vključno z apnenci, glinami, skrilavcem, vulkanskimi tlemi in drobljivimi laporji, znanimi kot galestro - na nadmorskih višinah od 149 m do 500 m. Ta raznolikost v terroirju (izraz, ki v vinu poudarja dober okus in aromo domačega območja grozdja, v katerem je bilo pridelano) prispeva k širokemu razponu kakovosti in potencialne zapletenosti Brunello di Montalcino.
Kerin O'Keefe pravi: »čeprav sangiovese odlikuje izbrani del Montalcina, vendar se zaradi celotnih poimenovanj ne obnese dobro zaradi dramatičnih razlik na velikem rastnem območju«. O'Keefe se zavzema za to, da bi na etikete postavili podcone, saj bi to močno pomagalo potrošnikom razumeti močne razlike med Brunellosi z zelo raznolikega ozemlja Montalcina in predlaga 8 podcon: Montalcino sever, Montalcino jug, Castelnuovo dell'Abate, Camigliano, Tavernelle, Bosco, Torrenieri, Sant'Angelo.

## Vinarstvo in predpisi
Brunello di Montalcino je 100 % izdelan iz grozdja sangiovese. Tradicionalno vino prehaja skozi daljše obdobje maceracije, kjer se iz kože izločijo barva in okus. Po fermentaciji se vino nato stara v hrastovih sodih. Tradicionalno so vina stara 3 leta ali več "in botte" - velikih sodih iz slavonskega hrasta, ki dajejo malo okusa po hrastu in na splošno pridelajo bolj stroga vina. Nekateri vinarji uporabljajo majhen francoski barrique, ki daje bolj izrazit okus vanilijevega hrasta. Obstaja srednja točka, kjer se vino kratko časa stara v majhnem barriqueu, nato pa dlje časa biva v tradicionalni botte.
Večina proizvajalcev bo ločevala svojo proizvodnjo med polnjenjem normale in riserva. Steklenice normale se sprostijo na trg 50 mesecev po trgatvi, riserva pa eno leto zatem. Trenutne zahteve glede staranja so bile določene leta 1998 in narekujejo, da se Brunellos v hrastu stara dve leti in vsaj 4 mesece v steklenici pred prodajo. Vinarje, ki se namerno oddaljujejo od teh pravil in predpisov, lahko obsodijo za trgovinsko goljufijo, ki jo spremlja zaporna kazen do šestih let.

### Brunellopoli
Leta 2008 so se pojavila poročila, da italijanske oblasti preiskujejo trditve, da je več glavnih proizvajalcev Brunello ponarejalo svoja vina z uporabo tujih ali domačih sort grozdja v nasprotju s predpisi DOCG, ki določajo, da se za izdelavo Brunela lahko uporablja samo sangiovese. Tožilec, ki je vodil preiskavo, je dejal, da bo obtožil komercialne goljufije, in bi kršitelje lahko poslali v zapor. Zadevni proizvajalci so bili osumljeni dodajanja neodobrenega grozdja, da bi bilo bolj privlačno za mednarodni trg. V odgovor je ameriška vlada blokirala uvoz Brunella, ki ni imel dokazov, da je v resnici 100 % sangiovese. Škandal je Brunellopoli skoval italijanski vinski tisk.

## Grozdje in vina
Grozdje sangiovese je najpogosteje zasajeno grozdje v regiji Montalcino in je edino dovoljeno grozdje v Brunello di Montalcino DOCG. Posebni kloni sangiovese so edinstveni za regijo Montalcino in so se razvili kot prilagoditev specifičnemu terroirju tega območja. Nadmorska višina in podnebje v regiji Montalcino so zagotovili območje, kjer sangiovese dozori bolj polno in dosledno kot kjer koli drugje v Toskani. Ti dejavniki prispevajo k telesu, barvi, ekstraktu in čreslovinam, ki so običajno povezani z Brunello di Montalcino. V nasprotju s Chiantijem, drugim znanim toskanskim vinom na osnovi sangiovese, ima Brunello di Montalcinos bolj mesnato strukturo s skupnimi aromami in okusi robide, črne češnje, črne maline, čokolade, usnja in vijolic.
Brunello se pogosto primerja z vini modri pinot iz Burgundije z gladkimi tanini in zrelim sadnim značajem. Visoka kislost vina mu omogoča, da se dobro ujema s hrano, zlasti z mesom in divjačino na žaru. Velik del Brunella, ki se prodaja v ZDA, se kupuje v restavracijah. Vino je postalo še posebej priljubljeno v Ameriki, saj se v ZDA proda skoraj 1 od vsakih 3 steklenic Brunello di Montalcino. Brunello di Montalcino so znani po svoji sposobnosti staranja z dobro narejenimi primeri izrednih letnikov, ki pogosto kažejo razvoj že več desetletij. Master of Wine Mary Ewing-Mulligan ugotavlja, da večina Brunellosov pogosto potrebuje vsaj 10 let, preden se odrečejo mladosti in začnejo usklajevati svoje okuse.

## Druga vina
Poleg Brunello di Montalcino lahko pridelovalci v regiji Montalcino proizvajajo vino kot Rosso di Montalcino, Sant'Antimo in Moscadello di Montalcino DOC ter generično oznako Indicazione geografica tipica Toscana IGT. Moscadello di Montalcino je sladko belo vino iz muškatov. Slog so nekoč široko proizvajali v Montalcinu, a po drugi svetovni vojni ni bil več moderen. V zgodnjih 1980-ih je vinsko posestvo Castello Banfi poskušalo oživiti slog z zasaditvijo muškatov. DOC Sant'Antimo je bil imenovan po samostanu iz 9. stoletja, ki ga je zgradil Karel Veliki. V 1970-ih je na proizvajalce v Montalcinu vplival uspeh vina 'super toskanski', ki je pridobival mednarodno priznanje za proizvajalce Chiantija, ki so odstopali od predpisov DOC s tehnikami pridelave vina, kot je mešanje cabernet sauvignona in sangioveseja. Leta 1996 so italijanske oblasti odobrile Sant'Antimo DOC, da proizvajalcem Montalcino dovoli, da proizvajajo vina, določena z DOC, ki niso 100% Sangiovese. Ta vina vključujejo mešana vina Bianco in Rosso ter sorte cabernet sauvignon, chardonnay, merlot, sivi pinot, modri pinot in sauvignon. 

### Rosso di Montalcino
Rosso di Montalcino DOC je bil ustanovljen leta 1984, da bi proizvajalcem Brunello di Montalcino omogočil, da nadaljujejo tradicijo dolgega staranja vodilnega vina v regiji. Rosso di Montalcino je narejen iz 100 % sangiovese, pridelanega v isti začrtani regiji kot Brunello di Montalcino. Vendar mora vino preživeti samo šest mesecev staranja v hrastu in 1 leto celotnega staranja pred prodajo. To proizvajalcem Brunello omogoča, da prej tržijo vino, ki lahko ustvari denarni tok, medtem ko se Brunello di Montalcino stara celo svoje obdobje. V manj kot idealnih letnikih bodo nekateri proizvajalci vse grozdje napotili v proizvodnjo Rosso di Montalcino in ne bodo naredili Brunella. Vinske kleti lahko tudi razkrijejo svoj Brunello, ki se je že postaral 2-3 leta in ga izdajo kot Rosso di Montalcino, če se vino ne razvija v skladu z njihovimi pričakovanji. Rosso di Montalcino je po sprostitvi običajno lažji, bolj svež in dostopnejši, čeprav bodo nekateri proizvajalci izdelovali vina z bolj podobnimi značilnostmi Brunella. Ti Baby Brunellos so pogosto od 1/3 do 1/2 cene Brunello di Montalcino. 